# Лорн
Лорн (на английски: Lorn, роден Маркос Ортега) е американски електронен музикант от Милуоки. Музиката му е мелодична, мрачна и изразява отчуждение. Първите си парчета – предимно ремикси – записва през 2006. Дебютният му албум Nothing Else („Нищо друго“) излиза през 2010 година под американския лейбъл Brainfeeder, но следващият му албум – Ask the Dust – излиза под британския Ninja Tune през 2012.

## Дискография
- 7 & 13 EP (2006)
- Grief Machine 12" (VGR France, 2007)
- None an Island EP (Brainfeeder, 2010)
- Nothing Else (Brainfeeder, 2010)
- Ask the Dust (Ninja Tune, 2012)[2]
- Debris EP (Ninja Tune, 2013)
- Certain Limbs (Ninja Tune, 2014)
- Killzone: Shadow Fall (Ninja Tune, 2014)
- The Maze To Nowhere part 1 & 2 EP (Wednesday Sound, 2014)
- The Maze to Nowhere part 3 EP (Wednesday Sound, 2015)
- Vessel (Wednesday Sound, 2015)
- Furi Original Soundtrack (G4F Records, 2016)